# بيغل بوب
بيغل بوب (بالإنجليزية: Beagle Pup)‏ هي طائرة تدريب وبهلوانية وجولات سياحية. صنعت بكاملها من المعادن، ذات محرك واحد، وبمقعدين أو بأربعة مقاعد. أنتجت في 1967 ببريطانيا. من صناعة بيغل للطائرات. كان أول طيران لها في 8 أبريل 1967. دخلت الخدمة في 1968، صنع منها 176 طائرة.